# Rufo de Éfeso

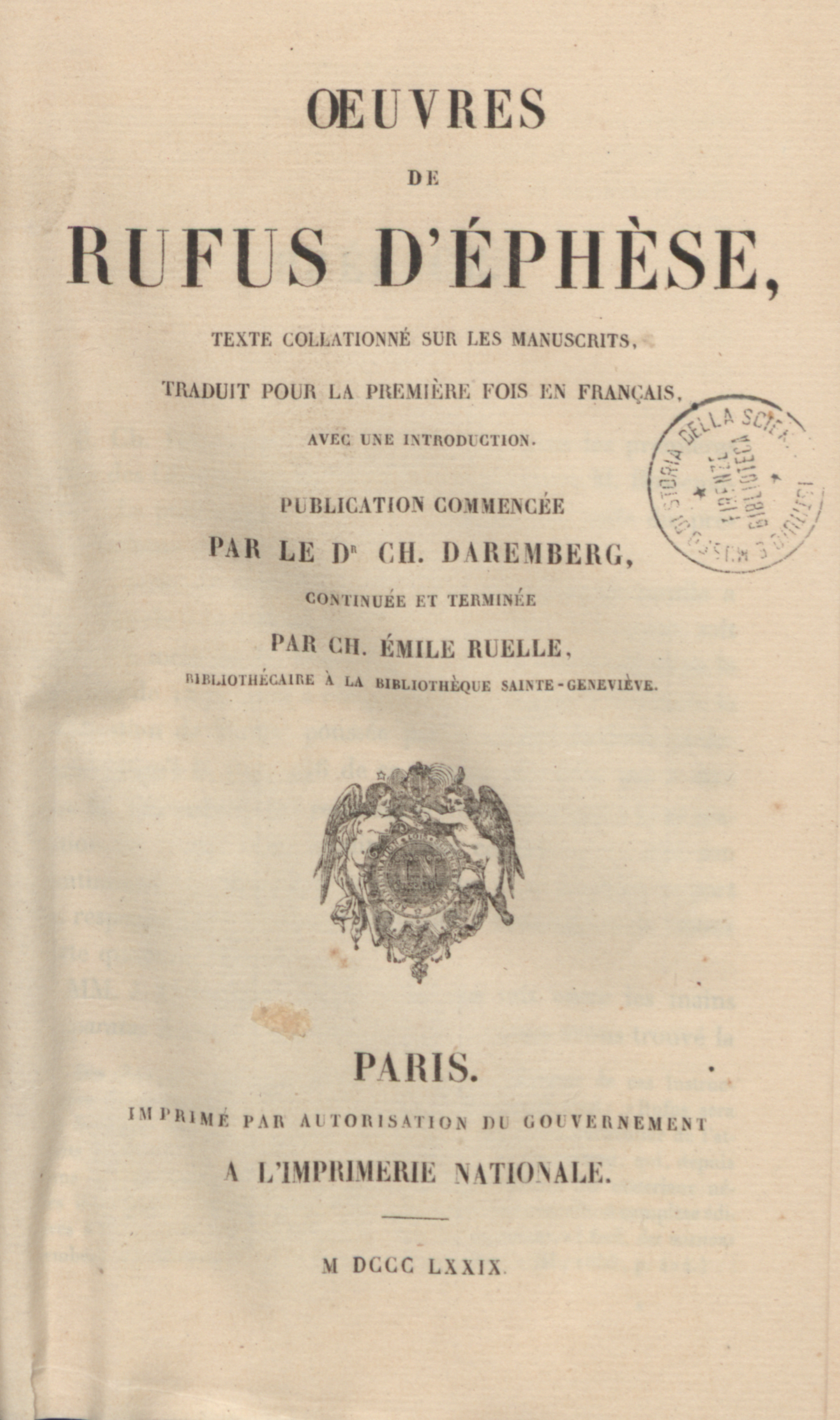
Ouvres, 1879

Rufo de Éfeso (lat.: Rufus Ephesius; gr.:  Ῥοῦθος; s. I. d. C.) fue un médico de la Antigua Grecia. Es autor de un tratado de dietética, patología, anatomía y terapéutica titulado Artis Medicae Principes. Se considera a Rufo seguidor de la escuela hipocrática, aunque en su obra se encuentran diferencias e incluso críticas abiertas a algunos de los postulados del médico de Cos. Su obra trata de aspectos médicos usualmente relegados por otros autores, como el capítulo dedicado al tratamiento de los esclavos.
Tras su formación en Alejandría se estableció en Éfeso, donde publicó numerosos tratados médicos que sobrevivieron, traducidos al árabe, en Oriente Próximo. Sus enseñanzas enfatizaban el aprendizaje de la anatomía y una perspectiva pragmática-empírica del diagnóstico y del tratamiento.
Entre toda su obra destaca el relato de los últimos días de un enfermo de tuberculosis, hasta su fallecimiento por la enfermedad, donde describe de manera prolija los síntomas que van apareciendo y que delatan el empeoramiento del paciente.